# Forsyth County (Georgia)
Forsyth County is een county in de Amerikaanse staat Georgia.
De county heeft een landoppervlakte van 585 km² en telt 98.407 inwoners (volkstelling 2000). De hoofdplaats is Cumming.